# Robert Ellis
Robert Ellis Reel (Brooklyn, 27 de junho de 1892 - Santa Mônica, 29 de dezembro de 1974) foi um ator, roteirista e cineasta estadunidense. Ele apareceu em 166 filmes entre 1913 e 1934. Depois se tornou um conhecido roteirista em Hollywood, cujos scripts foram usados em filmes de Charlie Chan, Jane Withers e outros. Ele também dirigiu alguns longas-metragens, incluindo A Fool and His Money (1920) e The Figurehead (1920).

## Vida pessoal
Ellis foi casado com as atrizes May Allison e Vera Reynolds e a roteirista Helen Logan. Ele e Logan se casaram em 1962, após a morte de Reynolds. Seu relacionamento com Reynolds chamou a atenção do público em 1938 quando um processo judicial terminou quando os dois decidiram se casar.

## Morte
Em 29 de dezembro de 1974, Ellis morreu em Santa Monica, Califórnia. Ele e Logan estão enterrados no Cemitério Inglewood Park em Inglewood, Califórnia.